# Zoraida egregia
Zoraida egregia är en insektsart som först beskrevs av Melichar 1903.  Zoraida egregia ingår i släktet Zoraida och familjen Derbidae. Inga underarter finns listade i Catalogue of Life.